# Ormurin langi

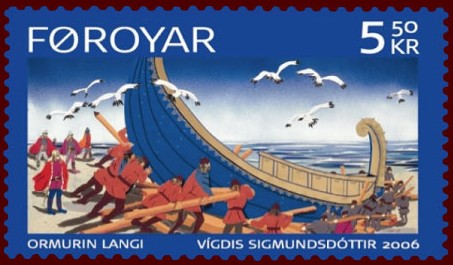
O lançamento do navio, de um selo feroese comemorando a balada.

Ormurin Langi ("A Longa Serpente") é uma canção muito popular nas Ilhas Faroé. Foi escrita em cerca de 1830 por Jens Christian Djurhuus.
A canção possui 86 versos em feroês, e trata do rei norueguês Olavo Tryggvason. O título Ormurin Langi se refere ao navio de Olavo Tryggvason de mesmo nome.